# Лансянь

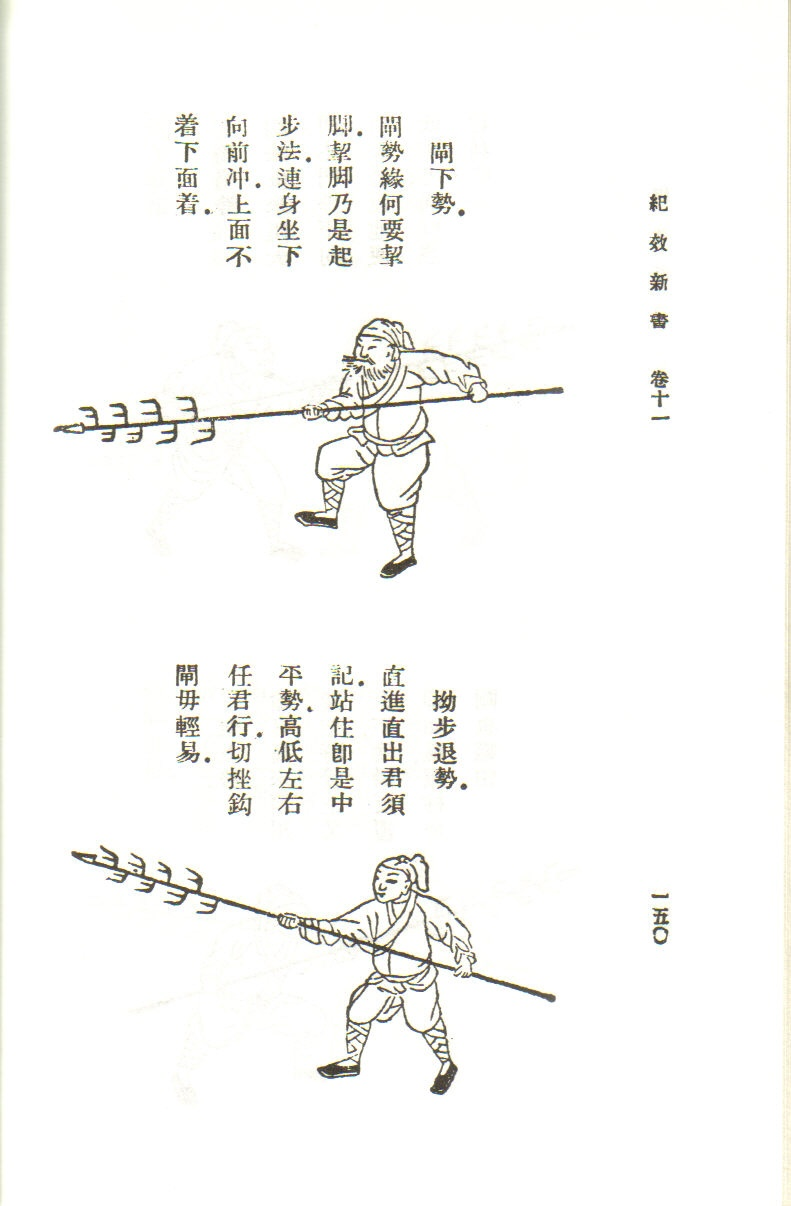
Гравюра из трактата Цзисяо синьшу, иллюстрирующая работу с лансянь.

Лансянь («волчья метла») (кит. 狼筅) — ручное холодное древковое оружие которое было распространено в юго-восточных провинциях Китая эпохи Мин (1368—1644).
Первые упоминания о лансянь встречаются в записках о восстании горняков под руководством Е Цзунлю в 1444 году.
Согласно описаниям источников, лансянь представляет собой разновидность копья, изготавливавшегося из бамбука сорта маочжу, у которого сохраняли наиболее длинные и крепкие ветви. На центральный ствол крепился относительно небольшой стальной наконечник копья весом около 300 гр. (1/2 цзинь), ветви обжигались на огне и вымачивались в тунговом масле. Иногда на ветви крепили металлические крючки. В ряде источников (например, «Бинчжан цзи» и «Цзисяо синьшу») указывается, что лансянь был достаточно тяжел и неудобен для боя, поэтому вооружать им следовало только физически крепких бойцов. В других источниках (например, «Чжуфу чжи») говорится, что техника боя лансянь настолько проста, что ею можно научиться за то время, пока вскипит вода для чая, за что это оружие также называют часянь.
Наибольшее распространение лансянь получил в области Чучжоу провинции Чжэцзян. Согласно сведениям корейского трактата «Муе тобо тхонджи» (1790), традиция боя лансянь происходит из области Чучжоу: "Тогда один старый воин, видя это, встал на колени и сказал: «Таким было изначальное искусство боя лансянь в Чучжоу, но с течением времени люди забыли его!».
Возможно, именно оттуда лансянь был заимствован для вооружения провинциальных войск по инициативе Ци Цзигуана в XVI веке при династии Мин.
В трактате Ци Цзигуана Цзисяо синьшу («Новая книга достижения эффективности») описывается построение юаньянь чжэнь (строй утки-мандаринки), состоявшего из выстроенных в линию отделений из 12 человек каждое. При этом указывается, что в каждом отделении два воина, вооруженные лансянь, прикрывают двух бойцов, вооруженных саблями и щитами и сидящих на корточках под нависающими над ними копьями и лансянями.
В трактате Чэнь Цзыи «Убэй яолюэ» имеется изображение воина из провинции Чучжоу в характерном кожаном панцире и с копьем лансянь, однако текст, посвященный лансяню, отсутствует — дано лишь короткое описание панциря.
Последние достоверные упоминания лансянь встречаются в цинском трактате «Бинчжан цзи», однако о том, что лансянь употреблялся в период Цин сведений не имеется.